# 찰스 마이클 데이비스

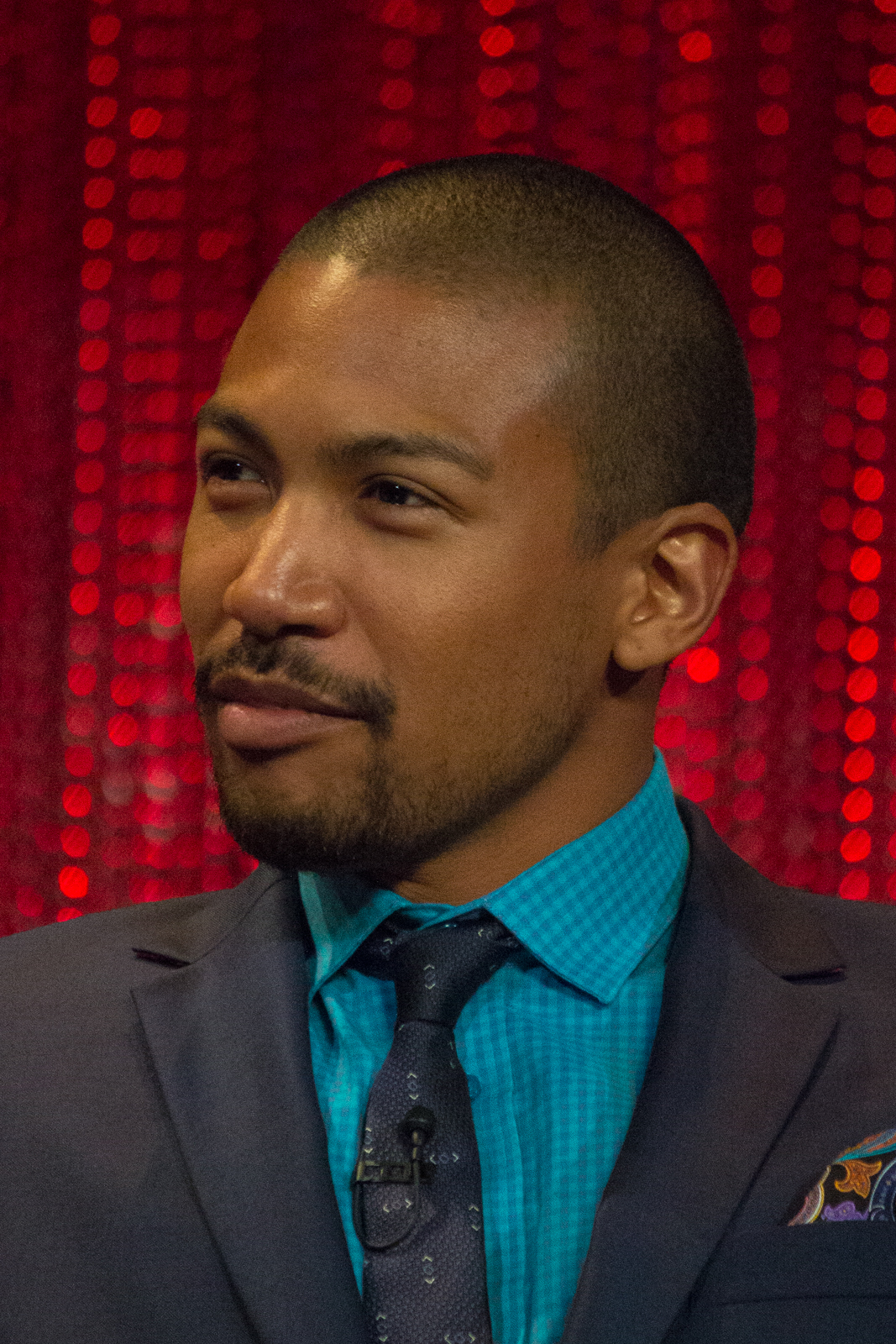

찰스 마이클 데이비스(Charles Michael Davis, 1984년 12월 1일~)는 미국의 배우, 영화배우, 텔레비전 배우, 모델이다.
데이턴에서 태어났다.

## 방송
- 영거 시즌6
- 영거 시즌5
- 오리지널스 5
- 영거 시즌4
- 오리지널스 4

## 영화
- 배틀 스카스(2015년)